# Tristan Gale
Tristan Gale, née le 10 août 1980 à Ruidoso, est une skeletoneuse américaine. Elle est la première championne olympique dans sa discipline lors des Jeux Olympiques de 2002 à Salt Lake City, un peu à la surprise générale. L'année suivante, elle parvient à gagner une médaille de bronze aux Championnats du monde de skeleton.

## Biographie
Née à Ruidoso au Nouveau-Mexique, Tristan Gale étudie au Brighton High School de Sandy puis au Salt Lake Community College.
Skieuse alpine pendant dix ans avant de commencer le skeleton, Tristan Gale n'est pas favorite pour les débuts du skeleton aux Jeux Olympiques à Salt Lake City en 2002,. Employée à Home Depot, l'Américaine, qui n'a pas terminé mieux que huitième dans les étapes de Coupe du monde cette saison-là, n'est pas favorite. Dans son jardin, Tristan Gale remporte la compétition sur une piste où elle s'est entraînée des milliers de fois devant sa compatriote Lea Ann Parsley pour un centième de seconde.
Gale ne fait pas partie des quatre qualifiées pour les Jeux Olympiques de 2006. Quelques semaines avant les Jeux, sa mère écrit à la fédération américaine pour accuser l'entraîneur de l'équipe de skeleton Tim Nardiello d'attouchement sexuel, faisant suite aux accusations d'agression sexuelle de Felicia Canfield.
En janvier 2011, sa médaille d'or olympique est volée à son domicile alors qu'elle promène son chien,. Remarquant une activité suspecte, un voisin note la plaque d'immatriculation de la voiture des voleurs et permet à la police de retrouver l'objet volé une semaine plus tard.

## Palmarès

### Jeux olympiques d'hiver
- Médaille d'or en Skeleton aux Jeux olympiques de 2002 à Salt Lake City, États-Unis.

### Championnats du monde de skeleton
- Médaille de bronze en 2003.

### Coupe du monde
- Meilleur classement au général : 3e en 2003.
- 1 podium dont 1 victoire.

| Édition   | Piste     | Total |
| 2002-2003 | Park City | 1     |